# クルド首長諸国

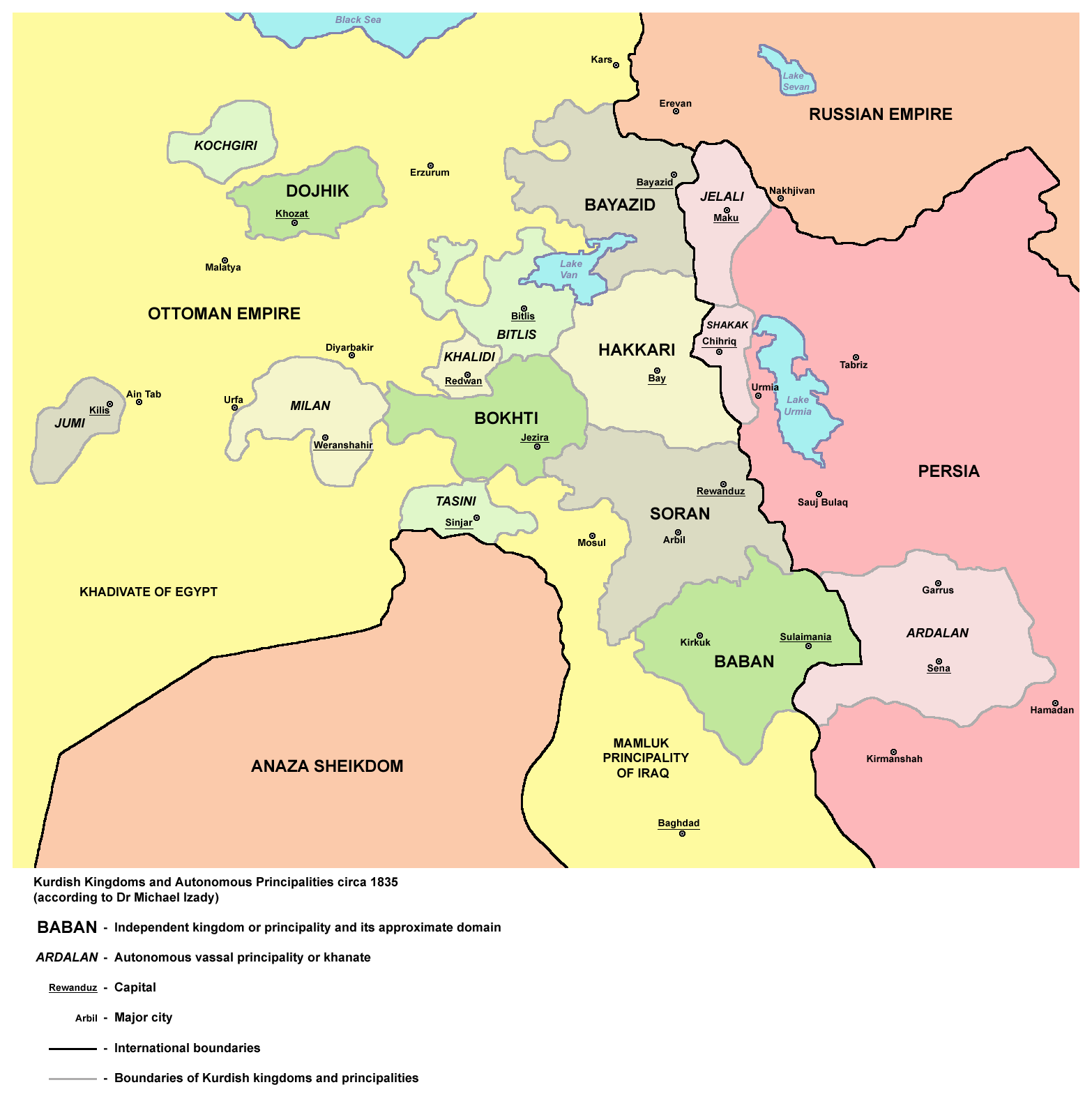
Kurdish Independent Kingdoms and Autonomous Principalities circa 1835

クルド首長諸国（クルドしゅちょうしょこく）あるいは太守諸国（たいしゅしょこく）は、16世紀から19世紀までの間、クルディスタンに存在していた半独立の国家群である。

## 概要
この時期におけるオスマン朝とサファヴィー朝イランの間の果てしない戦争状態の期間中、クルド首長諸国は両国いずれかの側に立っていたため、これらの諸国はほとんど常に分断されていて互いに競合する関係に置かれた。1639年、サファヴィー朝のシャー・サフィー1世とオスマン朝のスルタン・ムラト4世の間で国境が取り決められ、クルティスタンは2帝国の間で分割されることとなった。
ディヤルバクルのエヤレット（県）は全ての主要な大小のクルド首長諸国を覆っていたが、 Kelhor,Erdalan (Ardalan)、ババン, Sehrizor (Shahrizor)とMukri (Mokri)は例外だった

## 一覧

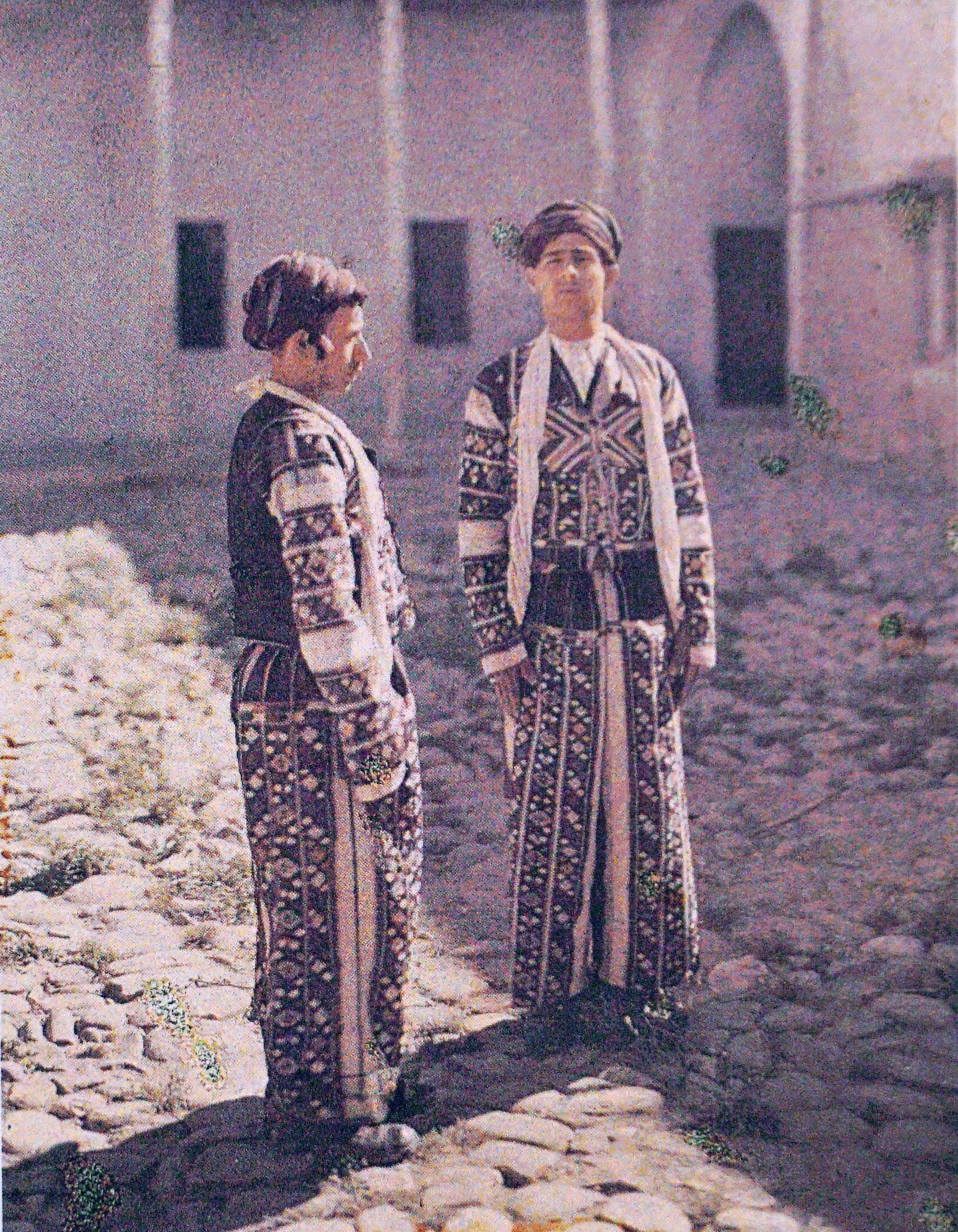
バーディナン国（:en:Bahdinan）の民族衣装

### 主要な首長国
- Ardalan
- Hakkari
- Imadiye
- Bitlis
- Hisnkeyfa
- Cezire (Bohtan)
- Gurki
- Finiq

### 上記以外の首長国
- Sohran
- Çemisgezek
- Mecengird (Mazgird)
- Pertek
- Sagman
- Mirdasi → Egil, Palu, Çermik
- Hazzo
- Sasun
- Erzen
- Zirqan
- Gürdükan
- Ataq
- Terci
- Mihrani
- Hizan
- Suveydi → Hançük, Genç, 

Çapaqçur
- Süleymandi → Qulp, Mifariqin
- Amid（アミド、現在のディヤルバクル）
- Mardin（マルディン）
- Arabkir
- Kigi
- Harput
- Ergani
- Siverek
- Ruha (ウルファ)
- Bire
- ラッカ
- Suruc
- Cammasa
- Deyr ü Rahba
- Beni Rabia
- モースル
- Eski Mosul
- Ana ve Hit
- Habur
- Sincar
- Aqçaqale
- Nisibin（ヌサイビン）
- Si‘ird
- Masyum u Tur
- Hüsnru
- Ahakis
- Dasini
- Zaho
- mengor